# 可汗龍屬

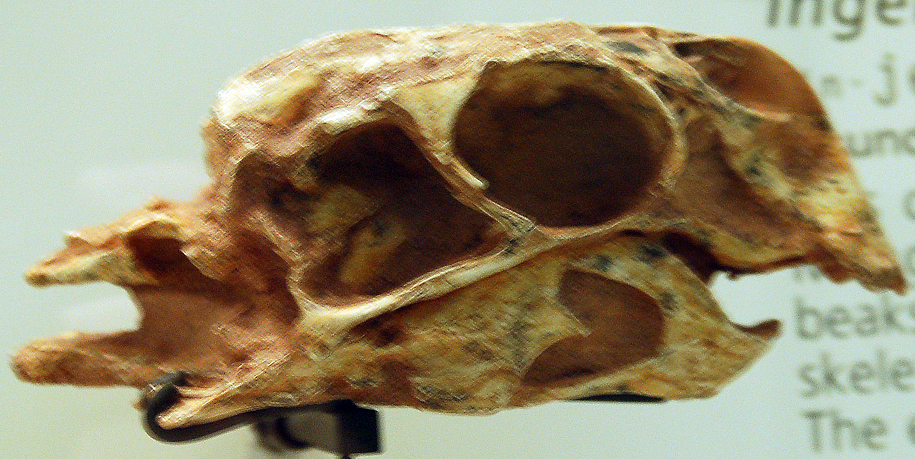
可汗龍的頭顱骨標本，原本被歸類於雌駝龍

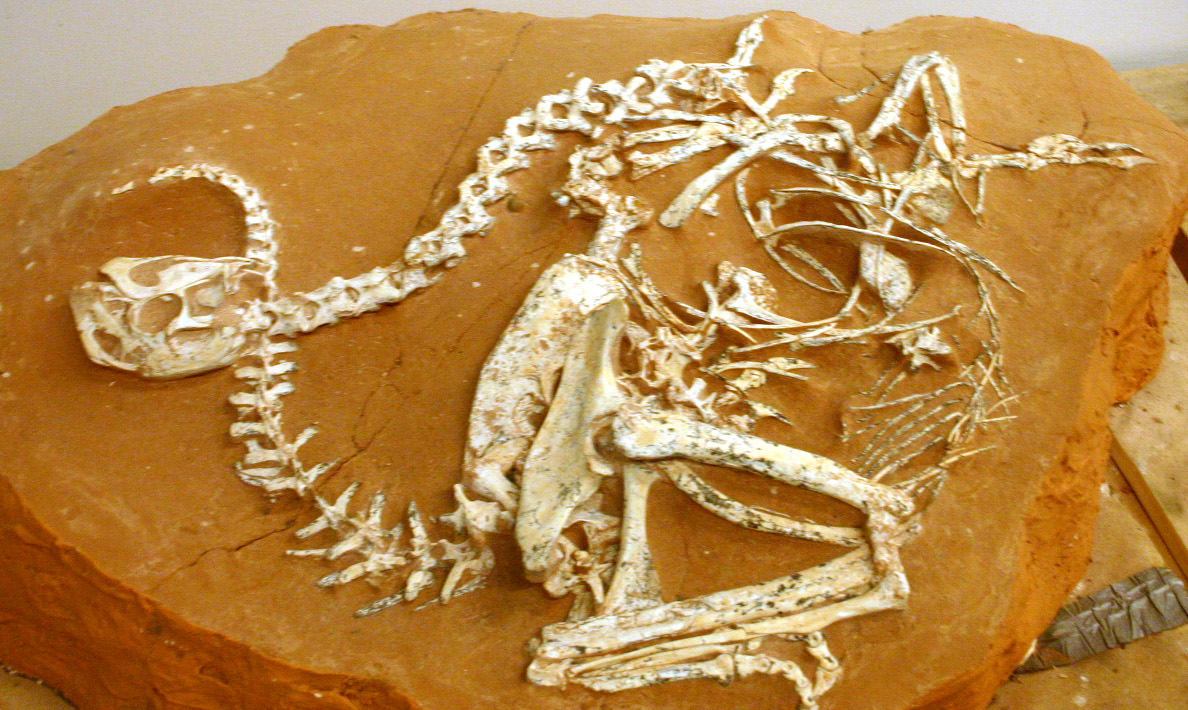
可汗龍的正模標本（編號IGM 100/1127）

可汗龍屬（屬名：Khaan）在蒙古語意為「首領」，是種偷蛋龍科恐龍，化石被發現於蒙古國的德加多克塔組（Djadochta Formation），牠們生存於晚白堊紀，約7500萬年前。
模式種是麥可氏可汗龍（K. mckennai），是在2001年由詹姆士克拉克（James M. Clark）等人所敘述、命名。種名是以美國古生物學家Malcolm Carnegie McKenna為名。
正模標本（編號IGM 100/1127）是一個接近完整的身體骨骼，同時還發現第二個標本（編號IGM 100/1002）。這些標本的身長約1.2呎。之後發現第三個標本（編號IGM 100/973），也被編入於可汗龍。
可汗龍與其他偷蛋龍科恐龍的差別不大。可汗龍的化石起初被歸類於雌駝龍，但後來發現該化石的手部與雌駝龍有相當大的差別，第三掌骨沒有變大，於是將牠們分類於獨立的屬。可汗龍被歸類於偷蛋龍科。在偷蛋龍科之中，與可汗龍親緣關係最接近的可能是竊螺龍。
偷蛋龍科的食性仍有爭議，過去有以蛋為食、草食性、軟體動物等理論。如同其他的偷蛋龍科恐龍，可汗龍可能是部分肉食性恐龍，牠們可能以小型脊椎動物為食，例如：哺乳類、蜥蜴、可能還有其他小型恐龍。可汗龍可能是有羽毛恐龍。